# مدرسة ثانوية طالقاني
مدرسة ثانوية طالقاني هي مدرسة تاريخية تعود إلى جمهورية أذربيجان الشعبية، وتقع في تبريز. تم هدم المدرسة في أغسطس 2012.